# エドワード・サリー
エドワード・サリー（Edward Sulley、1982年11月18日 - ）は、イングランド出身のサッカー指導者。

## 来歴
マンチェスター・シティFCのホールディングカンパニーであるシティ・フットボール・グループのリサーチ&イノベーション長を務める。
2014年6月より、シティ・フットボール・グループが資本提携を結ぶ日本のJリーグ・横浜F・マリノスのテクニカルスタッフに就任。

## 指導歴
- マンチェスター・シティFC
- 2014年6月 -  横浜F・マリノス テクニカルスタッフ